# 9×18 mm Makarov

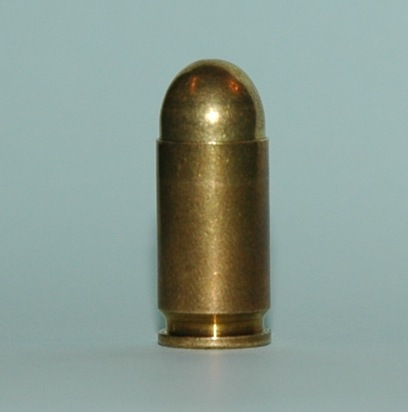
9×18 mm-es Makarov-lőszer

A 9×18 mm Makarov lőszer a Szovjetunióban kifejlesztett pisztoly- és géppisztolylőszer. Használják még a 9×18 mm PM, vagy 9×18 mm MAK jelzést is, a Szovjet Hadseregben pedig az 57–N181SZ GRAU-kódot kapta.

## Története
A lőszert az 1940-es évek második felében kifejlesztett, majd 1951-ben rendszeresített Makarov-pisztolyhoz tervezték. A hidegháború időszakában a Varsói Szerződés legelterjedtebb pisztolylőszere volt, más országokban azonban nem terjedt el. A volt szocialista országokban ma is használt lőszertípus, de az újonnan tervezett fegyverek már nem ezt használják, az alkalmazó országok helyette többnyire a 9×19 mm Parabellum lőszerre térnek át.

## Jellemzői
A lőszer valójában nem 9 mm-es, a lövedék átmérője 9,25 mm, ezért egyes országokban (például NDK) a 9,2×18 mm jelzést használták. Kisebb energiájú, mint a hasonló kialakítású 9x19 Parabellum lőszer, ám valamivel fölülmúlja a 9x17 Browning Short lőszer energiáját. A lövedék elülső része közel gömb alakú. A hidegháborús elveknek megfelelően kifejezetten úgy alakították ki, hogy ne lehessen használni a nyugati államokban használt 9 × 19 mm Parabellum és 9 × 17 mm-es Browning lőszerekhez szerkesztett fegyverekhez. Ezt egyrészt a lövedék nagyobb átmérője, másrészt a hüvely eltérő méretei és a hüvelytalp peremének eltérő kialakítása biztosítja.

## A lőszert alkalmazó fegyverek
A lőszer eredetileg a Makarov-pisztolyhoz készült, de később a keleti blokk néhány fegyveréhez is ezt választották. A Magyarországon a FÉG által korábban gyártott RK59 és PA–63 pisztolyokhoz, a csehszlovák ČZ–82, a lengyel Radom P–64 pisztolyhoz, valamint az orosz PP–9 Bizon géppisztolyhoz is ezt a lőszert használják. 

## Továbbfejlesztett változata
Az 1990-es évek elején kezdtek el foglalkozni Oroszországban a Makarov-lőszer továbbfejlesztésével, hogy a tulajdonságait minél inkább közelítsék a 9 x 19 mm Parabelluméhoz. A lőportöltet mennyiségének a növelésével 120-ről 150 MPa-ra növelték a maximális gáznyomást. A 9 × 18 mm PMM (57–N181SZM) lőszert először a Makarov-pisztoly modernizát változatánál, a PMM-nél alkalmazták.

## Műszaki adatai

### Geometriai méretei
- Teljes hossz: 24,64 mm
- Hüvely hossza: 18,00 mm
- Hüvelytest-átmérő: 9,90 mm
- Hüvelyperem-átmérő: 9,90 mm
- Hüvelynyak-átmérő: 9,85 mm
- Lövedék átmérője: 9,25 mm

### Tömegadatok
- Lőszer tömege: 10 g
- Lövedék tömege: 6,1 g
- Lőportöltet tömege: 0,24 g

### Hatásadatok
- Maximális gáznyomás: 120 MPa
- Lövedék kezdeti energiája: 303 J
- Lövedék kezdősebessége: 310–315 m/s (85 mm hosszú csőből); 340 m/s (140 mm hosszúságú csőből)